# Najasa
Najasa est une ville et une municipalité de Cuba dans la province de Camagüey.

## Géographie

### Situation
La municipalité de Najasa est à l'est de la partie centrale du pays, et dans le sud-ouest de la province de Camagüey. Par route elle se trouve à 
575 km au sud-est de La Havane et
45 km sud-est de Camagüey sa capitale de province.

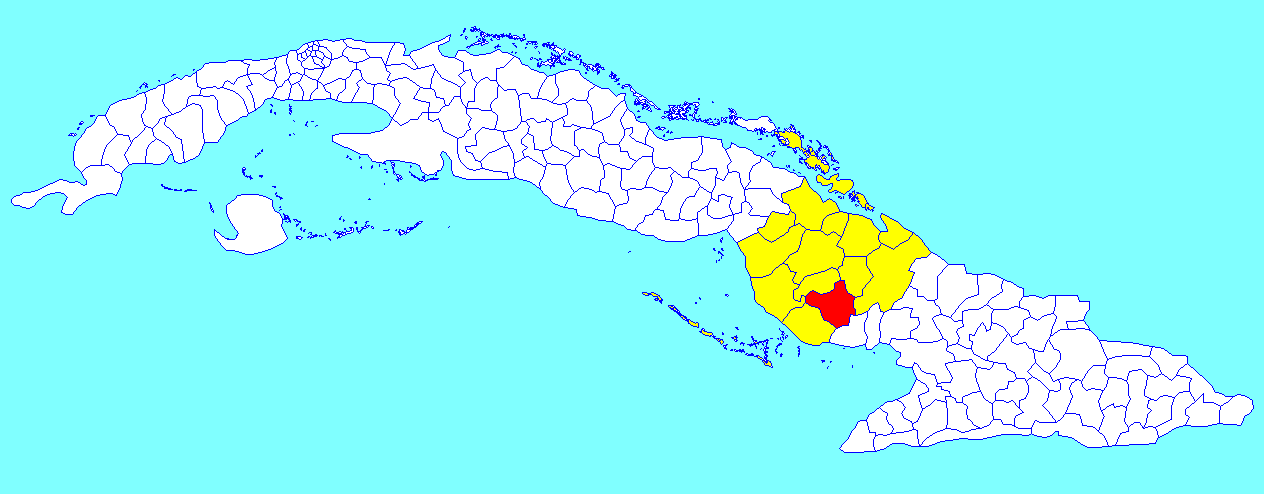
Municipalité de Najasa dans la province de Camagüey

### Divisions administratives
Najasa a sept consejos populares :
- Providencia
- La Virginia
- Cuatro Caminos
- La Bayamesa
- La Belén
- Mojacasabe
- San José

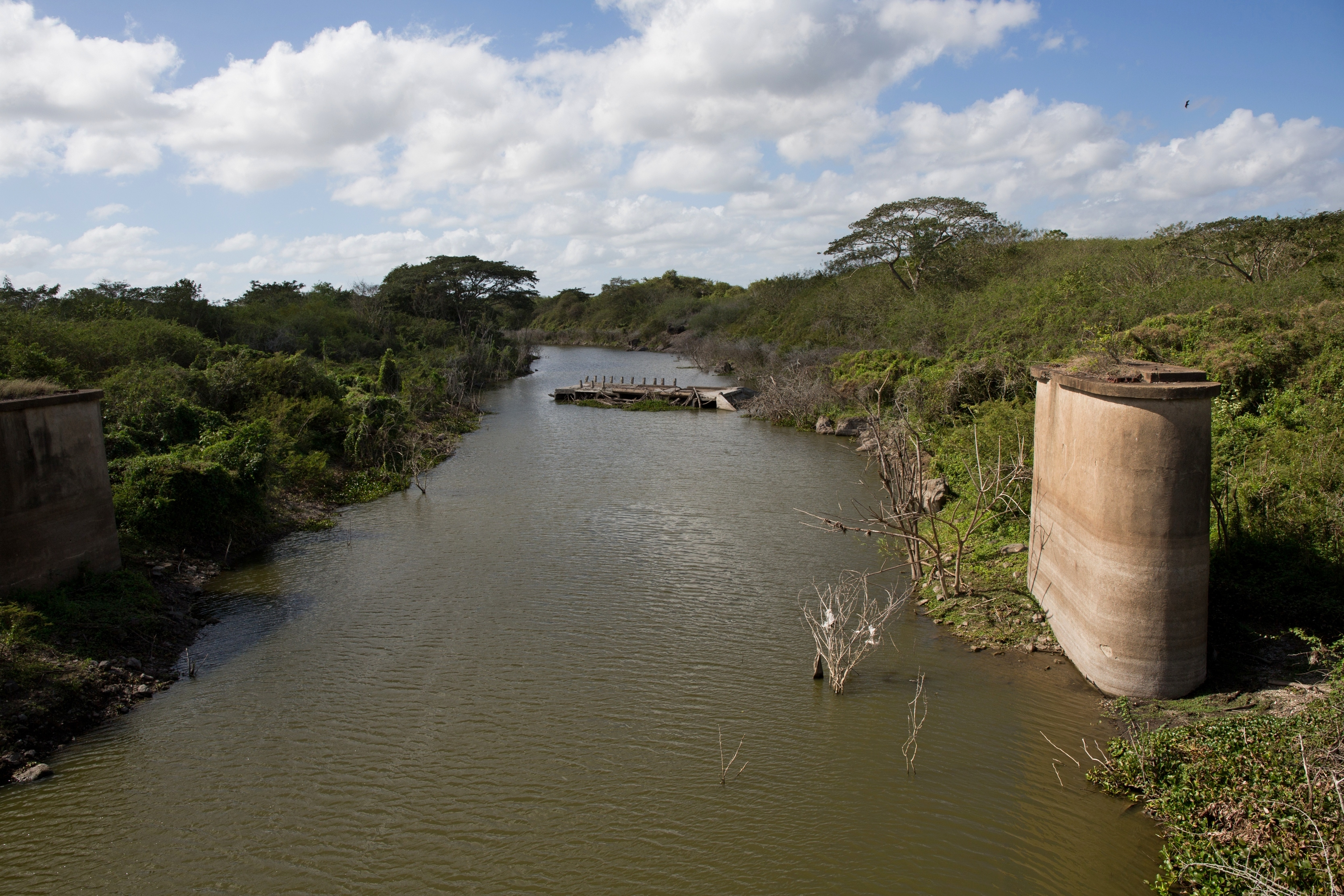
Le Najasa près de la ville de Najasa
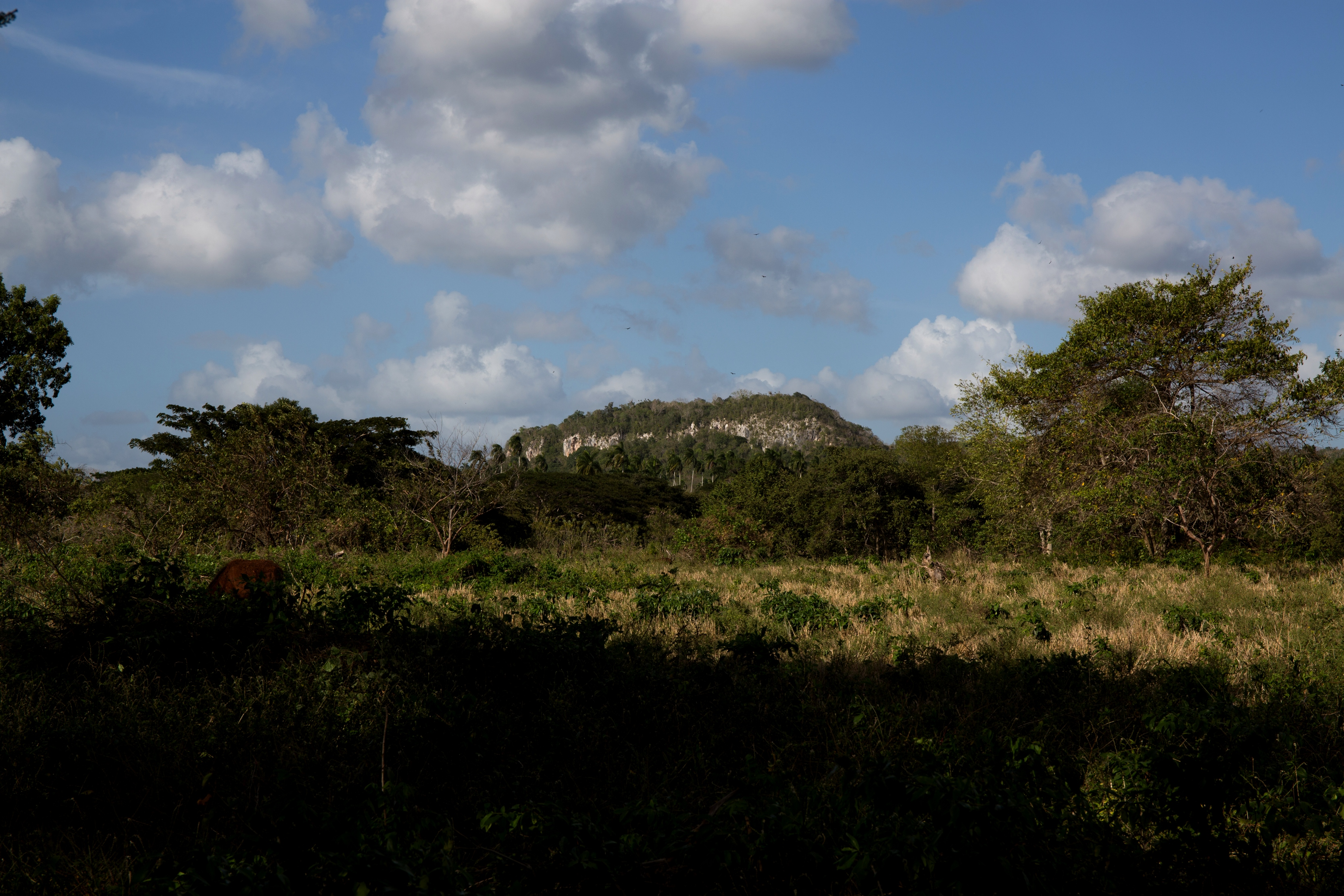
Sierra de Najasa
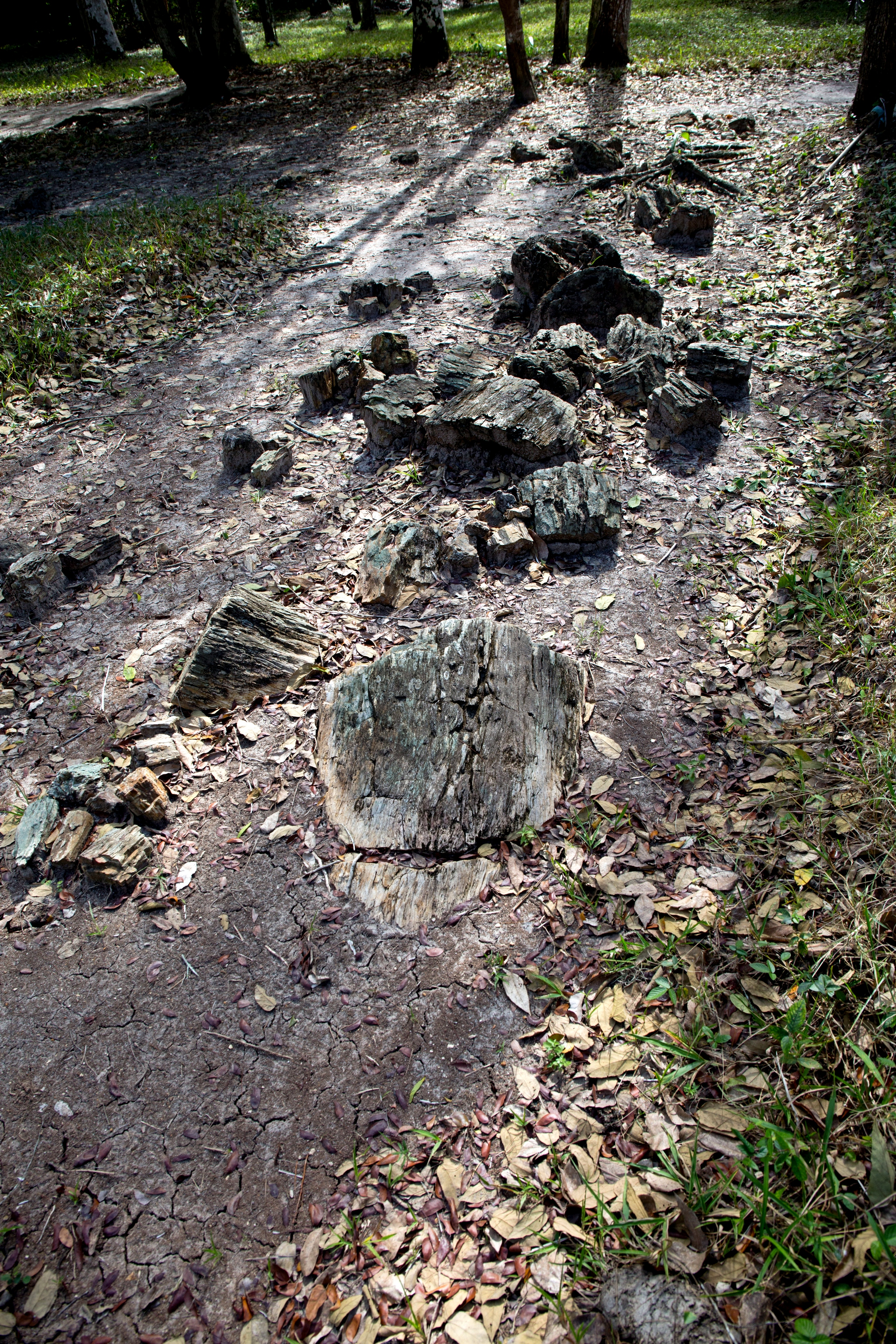
Bois fossilisé, sierra de Najasa

## Population
En 2022 la population de la municipalité est estimée à 14 732 habitants. Pour une surface de 885,3 km2, la densité est de 16,64 habitants/km².